# 22786 Вілліпіт
22786 Вілліпіт (22786 Willipete) — астероїд головного поясу, відкритий 12 травня 1999 року.
Тіссеранів параметр щодо Юпітера — 3,478.